# CM Draconis
 (mai 2020).
Si vous disposez d'ouvrages ou d'articles de référence ou si vous connaissez des sites web de qualité traitant du thème abordé ici, merci de compléter l'article en donnant les références utiles à sa vérifiabilité et en les liant à la section « Notes et références ».
Désignations
CM Draconis (GJ 630.1 A) est un système triple de la constellation du Dragon, localisé à environ ∼ 48,4 a.l. (∼ 14,8 pc) de la Terre. Il comprend une première paire de naines rouges de même type, désignées CM Draconis Aa et Ab, dont les propriétés ont été déterminées avec précision. À cela s'ajoute la troisième composante, CM Draconis B, qui est une naine blanche située à environ 25 secondes d'arc des deux autres étoiles.

## Propriétés
CM Draconis A est composé de deux naines rouges presque identiques. Les deux étoiles gravitent autour l'une de l'autre avec une période de 1,27 jour et à une distance de 2,7 millions de kilomètres (0,018 UA). Avec deux des étoiles du système triple KOI-126, les étoiles de CM Draconis sont les plus petites étoiles dont les masses et les rayons ont été mesurés avec précision. Par conséquent, le système joue un rôle important dans le test des modèles de structures stellaire pour les étoiles de très faible masse. Ces comparaisons montrent que les modèles sous-prédisent les rayons stellaires d'environ 5 %. Ceci est attribué aux conséquences de la forte activité magnétique des étoiles.
Selon l'entrée du système dans le General Catalogue of Variable Stars, au moins une des composantes est une étoile éruptive et au moins une autre est une variable de type BY Draconis, tandis que les deux étoiles s'éclipsent mutuellement, faisant de CM Draconis également une binaire à éclipses.
Le système de CM Draconis comprend une troisième étoile. Il s'agit de la naine blanche GJ 630.1 B (ou CM Draconis B), située à 25,4 secondes d'arc de la paire désignée CM Draconis A, avec laquelle elle partage le même mouvement propre. Compte tenu de la distance du système de 48 années-lumière, ceci correspond à une séparation d'au moins 370 unités astronomiques entre CM Draconis A et de GJ 630.1 B.

## Système planétaire possible
Le système a fait l'objet d'une recherche spécifique, par la méthode des transits, d'exoplanètes qui pourraient être en orbite autour du système binaire de 1994 à 1999. Cependant, toutes les planètes candidates en transit suggérées par le projet ont été éliminées après réanalyse.
En se basant sur les variations dans la synchronisation des éclipses du système, il a été suggéré qu'il pourrait y avoir un objet dans une orbite circumbinaire autour des deux naines rouges. En 2000, il avait été proposé qu'une planète jovienne gravite autour du système avec une période de 750 à 1050 jours. Une analyse ultérieure des variations temporelles n'a pas confirmé cette planète proposée mais a plutôt suggéré l'existence d'une planète jovienne sur une orbite de 18,5 ans ou d'un objet plus massif plus éloigné. Cette analyse n'est pas étayée par une étude de 2009 qui a révélé que les synchronisations d'éclipse étaient indistinctes de linéaires aient une petite excentricité qui pourrait indiquer qu'elles sont perturbées par un corps en orbite empêchant la circularisation complète de l'orbite par effets de marée[incompréhensible]. Une planète massive ou une naine brune sur une orbite de 50 à 200 jours satisferait aux critères d'observation : exigence de stabilité dynamique, contraintes dues à l'absence de variations temporelles observées et exigence selon laquelle l'objet peut maintenir l'excentricité des étoiles binaires.